# روكويل إكس-30
روكويل إكس-30  (بالإنجليزية: Rockwell X-30)‏ هي نموذج طائرة فضائية ذو مرحلة واحدة إلى المدار ، أنتجت في الولايات المتحدة. من صناعة روكويل الدولية. لم يصنع منها أي طائرة.